# Ernst Becker (General)
Ernst Becker (* 27. Juli 1846 in Darmstadt; † 29. Dezember 1923 ebenda) war ein preußischer Generalmajor.

## Leben

### Herkunft
Ernst Becker wurde als Sohn des hessischen Obristen Friedrich Christian Becker (1809–1875) und dessen Ehefrau Luise, geb. Dannenberger, (1818–1901) geboren und schlug wie sein Vater eine militärische Laufbahn in der Hessen-darmstädtischen Armee ein. Die Maler Ludwig Becker (1808–1861) und August Becker (1821–1887) und der Hofbeamter Ernst Becker (1826–1888) waren u. a. Brüder seines Vaters.

### Werdegang
Ernst Becker erhielt um 1857 gemeinsam mit dem Prinzen Wilhelm von Hessen und Maximilian Heyl Privatunterricht.
Nach dem Besuch der Kadettenschule Darmstadt war er als Offizier in Freystadt in Schlesien, in Liegnitz und Glogau in Niederschlesien sowie in Deutsch-Eylau in Masuren eingesetzt.
Mit der Annexion des Landes Hessen durch Preußen wurden die hessischen Truppen in die Preußische Armee integriert, behielten aber ihre rechtliche Selbständigkeit. Am 25. November 1871 ging er als Premierleutnant vom 1. Jäger-Bataillon zum Garde-Füsilier-Bataillon. Am 30. April 1877 wurde er Hauptmann. Zum 16. September 1885 kam er in das Regiment Nr. 59. Vom 16. Juni 1896 bis 20. Juli 1898 war er Kommandeur des Infanterie-Regiments 44. Bis 1897 war er u. a. mit dem Roten Adlerorden 4. Klasse, dem Kronen-Orden 3. Klasse und dem Ritterkreuz 2. Klasse des Großherzoglich Hessischen Ludewigs-Orden ausgezeichnet worden.
Nach seiner Verabschiedung aus der Preußischen Armee als Oberst kehrte er nach Darmstadt zurück und wurde mit Ausbruch des Ersten Weltkrieges wieder in den Dienst gestellt. Er übernahm als Kommandeur einer in Belgien gelegene Garnison. 1915 wurde er Generalmajor.
1913 schrieb er Die Großherzogliche Hessische  25. Division in der Schlacht bei Gravelotte, auch Sankt Privat. 
Im Krieg 1870/1871 gegen Frankreich war die 25. Division unter Führung des Prinzen Ludwig von Hessen in der Schlacht bei Gravelotte eingesetzt.

### Familie
Nach dem Tod seiner ersten aus England stammenden Ehefrau Else Hoby (1853–1877) heiratete er am 7. August 1880 in Darmstadt Wilhelmine (Minna) von Wedekind (1851–1925), Tochter des Politikers Georg von Wedekind und der Magdalena, geb. Merck. 